# Sikorsky S-8
O Sikorsky S-8 Malyutka (bebê) foi um pequeno avião monomotor produzido no Império Russo pela Russo-Báltica logo após Igor Sikorsky ter se tornado engenheiro chefe da divisão de manufatura aeronáutica em 1912.

## Projeto e desenvolvimento
O S-8 era um treinador biplano motorizado com um motor giratório de 50 hp Gnome refrigerado a ar com a asa principal e o trem de pouso sendo similares aos do S-6-A. Finalizado no início do verão de 1912, a aeronave tinha uma configuração de assentos lado a lado com controles que podiam ser movidos pelo instrutor ou pelo aluno. Para melhor visibilidade para baixo, a asa de baixo não tinha cobertura de tela entre a raiz da asa e a primeira nervura.

## Histórico operacional
Na noite do dia 17 de Setembro de 1912, Sikorsky pilotou o S-8 em um voo de noventa minutos do aeródromo de Korpusnoi próximo a São Petesburgo. Ele pousou com a ajuda de fogueiras colocadas no aeródromo.